# Mỏ sắt Quý Xa
Mỏ sắt Quý Xa là mỏ sắt ở vùng đất xã Sơn Thủy huyện Văn Bàn tỉnh Lào Cai, Việt Nam.
Mỏ được phát hiện từ lâu đời, tuy nhiên không có thông tin khai thác thời phong kiến. Các Bản đồ Bắc Kỳ hồi 1870 do người Pháp lập đã đánh dấu mỏ sắt này, ví dụ bản của Jean Dupuis làm năm 1879 đã ghi Mines de fer (mỏ sắt). Từ năm 1957 các mỏ sắt Lào Cai được ngành Địa chất Việt Nam điều tra  với sự cố vấn của các chuyên gia Ba Lan và Liên Xô.
Mỏ chứa quặng sắt limonit, trữ lượng 124 triệu tấn .

## Hoạt động
Hiện nay mỏ được khai thác để bán quặng sang Trung Quốc , vì rằng trước đó có dự án xây dựng "Nhà máy gang thép Lào Cai" triển khai nhưng gặp khó khăn do liên doanh với Trung Quốc gây ra, đặc biệt là liên tục lỗ, minh chứng cho sự cần thiết phải bán quặng.
Những hoạt động bán quặng được trang web của Bộ Công Thương coi là đóng góp vào "công thương phát triển mạnh mẽ, đồng bộ" của Lào Cai .
Tuy nhiên một bộ phận xã hội coi hành vi này là "Bán quặng rẻ cho Trung Quốc: Chuyện đau lòng ở Việt Nam" và xem thường lợi ích của thế hệ mai sau.